# Malcolm David Kelley
Malcolm David Kelley (Bellflower, 12 mei 1992) is een Amerikaans kindacteur. Sinds het einde van de jaren 90 is hij te zien in meerdere film- en televisieproducties. In 2004 was hij te zien als "Li'l Saint" in de film You Got Served.
Kelley is vooral bekend van zijn rol in de televisieserie Lost. Sinds de eerste aflevering van het eerste seizoen was hij regelmatig te zien als het personage "Walt". Omdat één seizoen van Lost ongeveer een periode van één maand beslaat, maar wel één jaar duurt om op te nemen, werd Kelley te snel ouder door de serie heen. In het tweede seizoen was hij daarom zelden te zien, en in het derde seizoen slechts één keer.
Naast Lost speelde Kelley ook in de televisieseries Judging Amy, Law & Order: Special Victims Unit en My Name Is Earl.

## Filmografie
- Detroit, film, als Michael
- Gigantic (2010-heden), televisieserie, als Finn Katins
- Lost (2004-2005), televisieserie, als Walt Lloyd
- Law & Order: Special Victims Unit (2006), televisieserie, als Nathan Phelps
- My Name Is Earl (2006), televisieserie, als Alby
- Knights of the South Bronx (2005), film, als Jimmy Washington
- You Got Served (2004), film, als Lil Saint
- Antwone Fisher (2002), film, als de 8-jarige Antwone Fisher

## Discografie
- MKTO - Thank you
- MKTO - Classic